# Gammarus fontinalis
Gammarus fontinalis is een vlokreeftensoort uit de familie van de Gammaridae. De wetenschappelijke naam van de soort is voor het eerst geldig gepubliceerd in 1883 door costa.